# Doug Henning
Douglas James Henning (* 3. Mai 1947 in Winnipeg, Manitoba; † 7. Februar 2000 in Los Angeles) war ein kanadischer Zauberkünstler und Großillusionist. Er begann in den 1970er Jahren die Bühnenzauberkunst stilistisch zu revolutionieren.
Henning beherrschte sein Metier von der Manipulation mit Spielkarten bis hin zur Großillusion. Hennings Repertoire umfasste die meisten noch heute modernen Großillusionen. Sein Markenzeichen war jedoch sein humorvoller, theatermäßiger und frischer Präsentationsstil, der mit allen Konventionen brach und seiner Zeit Jahrzehnte voraus war.

## Spellbound
Als Psychologiestudent unterrichtete Henning an der Universität Zauberkunst, wo er den späteren Kinoregisseur Ivan Reitman (Ghostbusters – Die Geisterjäger) kennenlernte. Gemeinsam produzierten sie in Toronto die knallbunte Hippie-Zaubershow Spellbound im Stil eines Musicals, die ursprünglich nur als Lückenbüßer für eine ausgefallene Theaterproduktion vorgesehen war. Die Musik steuerte der Lighthouse-Musiker und spätere Filmkomponist Howard Shore (Der Herr der Ringe) bei. Die rasante low budget-Produktion brach alle Kassenrekorde.

## The Magic Show
Henning wurde an den Broadway engagiert, wo er mit höherem Budget und professioneller Theater-Logistik die Show perfektionierte und als "The Magic Show" vier Jahre für ausverkaufte Säle sorgte. Seine Story war eine Show-in-der-Show, die von einem jungen Zauberkünstler handelte, der sich nicht dem abgeschmackten Showstil mit Glamour-Girls usw. unterordnen wollte. Erstmals seit der "goldenen Ära" wurde Bühnenzauberei wieder mit aufwändigen Großillusionen in theatermäßigem Stil präsentiert.

## Merlin
Ebenfalls mit Reitman realisierte Henning am Broadway das Musical Merlin, das mit dem Tony-Award geehrt wurde. Den jugendlichen Merlin spielte der junge Christian Slater. In dieser Show wurde erstmals eine um die Längsachse rotierende schwebende Dame präsentiert, die Reitman auch in seinem Film Ghostbusters – Die Geisterjäger mit Sigourney Weaver verwendete. Trotz brillanter Kritiken und ausverkaufter Häuser wurde die Show wegen zu hoher Kosten abgesetzt.

## Fernseh-Zauberer
Henning zog nach Los Angeles. Für einen TV-Sender gestaltete er ab 1975 das jährliche Weihnachts-Special mit achtmonatiger Vorbereitungszeit, bei dem er u. a. mit Raubtieren und Elefanten zauberte. Der Houdini-Enthusiast eiferte seinem Idol mit der legendären Unterwasser-Entfesslungsnummer nach, die von 50 Millionen TV-Zuschauern verfolgt wurde. Henning war häufiger Gast in TV-Shows, so auch in der Johnny-Carson-Show, der Sesamstraße und der Muppet Show. Henning interessierte sich auch für Magie im esoterischen Sinne und griff in seinen späteren Shows spirituelle und biblische Themen auf.

## Beratungen
Den Disney-Konzern beriet Henning bei Illusionen in Themenparks. Er steuerte auch Spezialeffekte für Künstler wie Earth, Wind and Fire und die Jacksons bei.

## Ausstieg und Transzendentale Meditation
Der prominenteste TV-Zauberer seiner Zeit erlernte auf dem Höhepunkt seiner Karriere die Transzendentale Meditation (TM), verkaufte seine Requisiten samt Beratern an den jungen Nachwuchszauberkünstler David Copperfield und zog zu seinem Guru nach Indien. Copperfield realisierte für eine TV-Show das Verschwindenlassen der Freiheitsstatue – ein Projekt, das Henning abgelehnt hatte – und beerbte Henning als neuer TV-Magier.
Henning kandidierte auch für die der TM-Organisation nahestehende Naturgesetz Partei und propagierte das yogische Fliegen. Er hoffte stets, eines Tages im Lotus-Sitz tatsächlich so schweben zu können, wie er es in seinen Bühnenshows gezeigt hatte. Für spirituelle Themenparks konstruierte er naturverbundene Illusionen, die nicht realisiert wurden.

## Rückkehr in die USA
Ende der 90er kehrte Henning in die USA zurück und plante ein Comeback als Zauberkünstler. 2000 starb er an Leberkrebs.